# Yamada Fūtarō
Yamada Fūtarō (山田 風太郎 Sơn Điền Phong Thái Lang, 4 tháng 1, 1922 – 28 tháng 7, 2001) là bút danh của Yamada Seiya (山田 誠也 Sơn Điền Thành Dã), nhà văn người Nhật. Quê quán vùng Yabu, Hyogo. Vào năm 1947, ông viết một truyện ngắn mang hơi hướng huyền bí nhan đề Daruma-tōge no Jiken (達磨峠の事件 nghĩa là "Sự kiện trên đèo Đạt Ma") và được tạp chí Houseki (宝石) trao giải thưởng. Tài năng của ông tình cờ được Edogawa Rampo phát hiện và nhờ đó mà ông mới trở thành một tiểu thuyết gia. Ông viết khá nhiều tác phẩm về ninja (thuộc sê-ri  Ninpōchō 忍法帖) và những câu chuyện bí ẩn. Nhiều tác phẩm của ông đã được chuyển thể thành phim điện ảnh, phim truyền hình, manga và anime.

## Sáng tác

### Tiểu thuyết
- Cuộn giấy Ninja Kouga (tên gốc: Kōga Ninpōchō), được Geoff Sant dịch sang tiếng Anh (Del Rey, 2006)

### Truyện ngắn
- "Khách trọ màu vàng" (tên gốc: Kiiroi Geshukunin), được Damian Flanagan dịch sang tiếng Anh (The Tower of London: Tales of Victorian London, Peter Owen, 2005) – Một tác phẩm bắt chước Sherlock Holmes[1]

## Giải thưởng
- 1949, Giải thưởng Câu lạc bộ Nhà văn Trinh thám lần thứ 2
- 1997, Giải thưởng Kikuchi Kan lần thứ 45
- 2000, Giải thưởng Thần bí Nhật Bản lần thứ 4
- 2004, Giải thưởng Manga Kodansha đối với manga tổng hợp dành cho Basilisk, bộ manga chuyển thể của Kōga Ninpōchō[2]

## Tác phẩm

### Truyện Ninja (sê-ri "Ninpōchō")
- Kōga Ninpōchō (甲賀忍法帖 Kōga Ninpōchō?, 1959)[3] - được chuyển thể thành phim năm 2005, manga năm 1963 và hai lần vào năm 2003, và anime năm 2005 (dựa trên bộ manga năm 2003)
- Edo Ninpōchō (江戸忍法帖? 1960) - được chuyển thể thành phim năm 1963, và phim truyền hình năm 1966.
- Gunkan Ninpōchō (軍艦忍法帖? 1961)
- Kunoichi Ninpōchō (くノ一忍法帖? 1961) - được chuyển thể thành phim hai lần vào năm 1964 và 1991.
- Gedō Ninpōchō (外道忍法帖? 1962) - được chuyển thể thành phim hai lần vào năm 1964 và 1992.
- Ninja Tsukikageshō (忍者月影抄? 1962) - được chuyển thể thành phim vào năm 1963, 1996, và 2011.
- Ninpō Chūshingura (忍法忠臣蔵? 1962) - được chuyển thể thành phim vào năm 1965, 1983 (TV), và 1994.
- Iga Ninpōchō (伊賀忍法帖? 1964) - được chuyển thể thành phim vào năm 1982 và manga vào năm 2004.
- Ninpō Hakkenden (忍法八犬伝? 1964)
- Fūrai Ninpōchō (風来忍法帖? 1964) - được chuyển thể thành phim vào năm 1965 và 1968.
- Yagyū Ninpōchō (柳生忍法帖? 1964) - được chuyển thể thành phim vào năm 1998 và manga vào năm 2005.
- Ninpō Sōden 73 (忍法相伝73? 1965) - được chuyển thể thành phim vào năm 1969.
- Jiraiya Ninpōchō (自来也忍法帖? 1965) - được chuyển thể thành phim vào năm 1995.
- Maten Ninpōchō (魔天忍法帖? 1965)
- Shingen Ninpōchō (信玄忍法帖? 1967)
- Makai Tenshō (魔界転生? 1967) - được chuyển thể thành phim vào năm 1981, 1996 và 2003, và chuyển sang anime vào năm 1997.
- Shinobi no Manji (忍びの卍? 1967) - được chuyển thể thành phim vào năm 1968.
- Ninpō Kenshiden (忍法剣士伝? 1968)
- Ginga Ninpōchō (銀河忍法帖? 1968)
- Higisho Sōdatsu (秘戯書争奪? 1968) - được chuyển thể thành phim vào năm 1993.
- Ninpō Fūin Ima Yaburu (忍法封印いま破る? 1969)
- Ninja Kokubyaku Zōshi (忍者黒白草紙? 1969)
- Ninpō Sōtō no Washi (忍法双頭の鷲? 1969)
- Musashi Ninpō Tabi (武蔵忍法旅? 1970)
- Uminari Ninpōchō (海鳴り忍法帖? 1971)

### Tiểu thuyết khác
- Ganchū no Akuma (眼中の悪魔? 1948)
- Kyozō Inraku (虚像淫楽? 1948) - được chuyển thể thành manga vào năm 1978.
- Akuryō no Mure (悪霊の群? 1955) - được chuyển thể thành phim vào năm 1956.
- Jūsankaku Kankei (十三角関係? 1956)
- Idaten Hyakuri (いだ天百里? 1957) - được chuyển thể thành manga vào năm 2006.
- Onna Rō Hishō (おんな牢秘抄? 1960) - được chuyển thể thành phim vào năm 1995 and to manga vào năm 2006.
- Kan no Naka no Etsuraku (棺の中の悦楽? 1962) - được chuyển thể thành phim vào năm 1965.
- Taiyō Kokuten (太陽黒点? 1963)
- Keishichō Sōshi (警視庁草紙? 1975) - được chuyển thể thành phim truyền hình vào năm 2001.
- Gentō Tsujibasha (幻燈辻馬車? 1976)
- Basara (婆沙羅? 1990)
- Yagyū Jūbei Shisu (柳生十兵衛死す? 1992) - được chuyển thể thành manga vào năm 2000.